# Batilly-en-Gâtinais
Batilly-en-Gâtinais és un municipi francès, situat al departament del Loiret i a la regió de Centre. L'any 2007 tenia 397 habitants.

## Demografia

### Població
El 2007 la població de fet de Batilly-en-Gâtinais era de 397 persones. Hi havia 163 famílies, de les quals 38 eren unipersonals (38 dones vivint soles i 38 dones vivint soles), 67 parelles sense fills, 50 parelles amb fills i 8 famílies monoparentals amb fills.
La població ha evolucionat segons el següent gràfic:
Habitants censats

### Habitatges
El 2007 hi havia 204 habitatges, 162 eren l'habitatge principal de la família, 36 eren segones residències i 6 estaven desocupats. 194 eren cases i 8 eren apartaments. Dels 162 habitatges principals, 141 estaven ocupats pels seus propietaris, 17 estaven llogats i ocupats pels llogaters i 4 estaven cedits a títol gratuït; 1 tenia una cambra, 11 en tenien dues, 40 en tenien tres, 43 en tenien quatre i 67 en tenien cinc o més. 142 habitatges disposaven pel capbaix d'una plaça de pàrquing. A 71 habitatges hi havia un automòbil i a 68 n'hi havia dos o més.

### Piràmide de població
La piràmide de població per edats i sexe el 2009 era:
| Homes | Edats   | Dones |
| ----- | ------- | ----- |
| 0     | 95 o +  | 0     |
| 0     | 90 a 94 | 0     |
| 4     | 85 a 89 | 8     |
| 8     | 80 a 84 | 0     |
| 16    | 75 a 79 | 32    |
| 4     | 70 a 74 | 12    |
| 4     | 65 a 69 | 4     |
| 4     | 60 a 64 | 12    |
| 16    | 55 a 59 | 4     |
| 8     | 50 a 54 | 12    |
| 4     | 45 a 49 | 12    |
| 12    | 40 a 44 | 20    |
| 16    | 35 a 39 | 4     |
| 4     | 30 a 34 | 12    |
| 8     | 25 a 29 | 0     |
| 12    | 20 a 24 | 12    |
| 16    | 15 a 19 | 8     |
| 4     | 10 a 14 | 16    |
| 20    | 5 a 9   | 12    |
| 4     | 0 a 4   | 0     |

## Economia
El 2007 la població en edat de treballar era de 250 persones, 172 eren actives i 78 eren inactives. De les 172 persones actives 155 estaven ocupades (92 homes i 63 dones) i 16 estaven aturades (4 homes i 12 dones). De les 78 persones inactives 24 estaven jubilades, 32 estaven estudiant i 22 estaven classificades com a «altres inactius».

### Ingressos
El 2009 a Batilly-en-Gâtinais hi havia 160 unitats fiscals que integraven 400,5 persones, la mediana anual d'ingressos fiscals per persona era de 17.662 €.

### Activitats econòmiques
Dels 10 establiments que hi havia el 2007, 2 eren d'empreses de fabricació d'altres productes industrials, 1 d'una empresa de construcció, 2 d'empreses de comerç i reparació d'automòbils, 1 d'una empresa de transport, 2 d'empreses d'hostatgeria i restauració i 2 d'empreses de serveis.
L'únic servei als particulars que hi havia el 2009 era un guixaire pintor.
L'any 2000 a Batilly-en-Gâtinais hi havia 10 explotacions agrícoles.

## Equipaments sanitaris i escolars
El 2009 hi havia una escola elemental integrada dins d'un grup escolar amb les comunes properes formant una escola dispersa.

## Poblacions més properes
El següent diagrama mostra les poblacions més properes.